# フリードリヒ2世 (ヘッセン＝ホンブルク方伯)

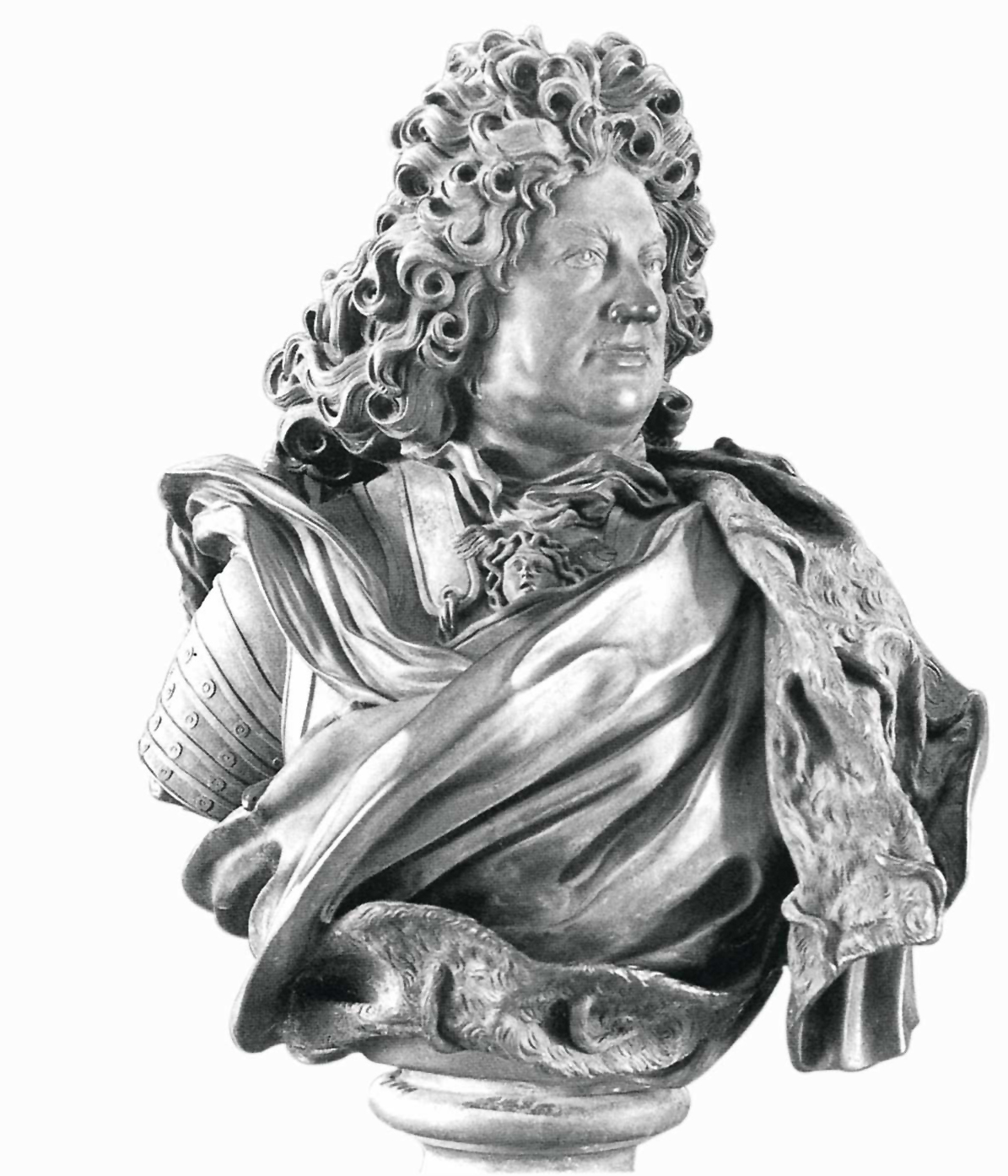
フリードリヒ2世の胸像（アンドレアス・シュリュター作、ホンブルク城の前庭）

フリードリヒ2世（ドイツ語：Friedrich II., 1633年3月30日 - 1708年1月23日）は、ヘッセン＝ホンブルク方伯（在位：1680年 - 1708年）。経験豊富な将軍でもあり、スウェーデンとブランデンブルクの君主に仕えた。また、ハインリヒ・フォン・クライストの戯曲『ヘッセンの公子』のモデルで知られる。

## 生涯

### 生い立ち
フリードリヒ2世はヘッセン＝ホンブルク方伯フリードリヒ1世とマルガレーテ・エリーザベト・フォン・ライニンゲン＝ヴェスターブルクの間の第七子、末子として生まれた。父フリードリヒ1世は1638年に死去した。
母親の希望により、フリードリヒ2世は従兄弟ゲオルク2世の息子達と一緒にマールブルクにおいて家庭教師により教育を受けた。1648年に足を骨折し、治療のためプフェーファースにしばらく滞在した。
陸軍元帥テュレンヌ子爵アンリ・ド・ラ・トゥール・ドーヴェルニュが近くを訪れたとき、フリードリヒは母親によりホンブルクの安全のための交渉を行うために派遣された。テュレンヌはフリードリヒが非常に魅力的であると感じ、すぐにフリードリヒを軍隊に連れて行き、自らが軍事教育の費用を負担したいと考えた。しかし、フリードリヒの母親はその考えに反対したため、実現しなかった。
16歳の時、フリードリヒはイタリアとフランスにグランドツアーに出かけ、その後ジュネーブ大学の学生として登録されたが、実際の履修課程には従わず、ダンス、乗馬およびフェンシングを学び、フランス語の知識を磨いた。

### 軍歴
兄が方伯領の後継者であったためフリードリヒは軍人になることを決意し、1654年にスウェーデン王カール10世グスタフの軍の大佐となった。
1659年、北方戦争のコペンハーゲンの襲撃中に、フリードリヒは重傷を負い、右足を切断しなければならなかった。フリードリヒは少将（Generalmajor）に昇進し、それ以降は木製の義肢を用いた。フリードリヒはカール10世によりリヴォニア総督に選ばれたが、カール10世の死後に事態は大きく変化し、フリードリヒは1661年にスウェーデンの公務から離れた。
1661年、フリードリヒはスウェーデンの裕福な未亡人マルガレータ・ブラーエと結婚したが、マルガレータは1669年に亡くなった。マルガレータの財産でブランデンブルクに領地を購入し、ブランデンブルク選帝侯フリードリヒ・ヴィルヘルムの友人となった。1670年にフリードリヒはルター派からカルヴァン派に改宗し、将軍としてブランデンブルクに仕えた後、選帝侯の姪ルイーゼ・エリーザベト・フォン・クールラントと結婚した。1672年、フリードリヒはブランデンブルクの全軍の指揮を執った。
1672年および1674年にフリードリヒは仏蘭戦争に参加し、アルザスにおいてテュレンヌが指揮するフランス軍と戦った。1675年6月28日のスウェーデン侵攻においてブランデンブルク騎兵隊の指揮官として、フェールベリンの戦いで命令なくスウェーデン軍を攻撃し多大な損失を与えた。これによりブランデンブルクの勝利に貢献しただけでなく、選帝侯の機嫌も良くなった。 1676年から1678年にかけて、ポメラニアおよびプロイセン遠征に参加し、1679年にブランデンブルク選帝侯に代わりサン＝ジェルマン＝アン＝レー条約の交渉を行った。

### ヘッセン＝ホンブルク方伯として
フリードリヒは兵役を終えた後ブランデンブルクで暮らした。ヘッセン＝ホンブルク方伯領とホンブルクの町をヘッセン＝ダルムシュタットに抵当に入れていた2番目の兄ゲオルク・クリスティアンの死後、フリードリヒはそれらを償還し、そこに居を構えた。1681年、兄であるヘッセン＝ホンブルク方伯ヴィルヘルム・クリストフの死後、フリードリヒはフリードリヒ2世として領土の統治を引き継いた。しかしフリードリヒは、ヴィルヘルム・クリストフが領有していたビンゲンハイムの領地を、経済的補償と引き換えにヘッセン＝ダルムシュタットに返還することを余儀なくされた。
フリードリヒはバロック様式のバート・ホンブルク城を建設させ、ガラス工場と塩水工場を設立して地元経済に関与したがほとんど成功しなかった。また、フランスから逃れてきたユグノーとヴァルド派の難民をフリードリヒスドルフとドルンホルツハウゼンに定住させた。フリードリヒに仕えた宮廷錬金術師、パウル・アンドリッヒは、彼にバネと銀の取り付け具のついた義足を作った。そのためフリードリヒは「銀の足を持つ方伯」のあだ名で呼ばれるようになった。
1690年、2番目の妃ルイーゼ・エリーザベト・フォン・クールラントが死去したが、2人の間には12子が生まれた。59歳のとき、フリードリヒはライニンゲン＝ダグスブルク伯ヨハン・ルートヴィヒの未亡人のゾフィー・ジビッレ・フォン・ライニンゲン＝ヴェスターブルクと3度目の結婚をした。ゾフィー・ジビッレは母マルガレーテ・エリーザベトの親族であり、フリードリヒはゾフィー・ジビッレとの間にさらに3子をもうけた。
フリードリヒは1708年に、スウェーデン王カール12世に会うためライプツィヒを訪れた後、肺炎によりホンブルクで死去した。

## 子女
1661年にマルガレータ・ブラーエ（1603年 - 1669年）と結婚したが、この結婚で子供は生まれなかった。
1670年にルイーゼ・エリーザベト・フォン・クールラント（1646年 - 1690年）と結婚し、以下の子女が生まれた。
- シャルロッテ・ドロテア・ゾフィー（1672年 - 1738年） - 1694年にザクセン＝ヴァイマル公ヨハン・エルンスト3世と結婚
- フリードリヒ3世（1673年 - 1746年） - ヘッセン＝ホンブルク伯
- カール・クリスティアン（1674年 - 1695年） - ナミュール包囲戦で戦死
- ヘートヴィヒ・ルイーゼ（1675年 - 1760年） - 1718年にアダム・フリードリヒ・フォン・シュリーベン（1677年 - 1752年）と結婚
- フィリップ（1676年 - 1706年） - スペイン継承戦争のシュパイアーバハの戦いで戦死
- ヴィルヘルミーネ・マリア（1678年 - 1770年） - 1711年にアルデンブルク伯アントン2世（1681年 - 1738年）と結婚
- エレオノーレ・マルガレーテ（1679年 - 1763年） - ヘルフォルト女子修道院の修道女
- エリーザベト・ユリアーネ・フランツィスカ（1681年 - 1707年） - 1702年にフリードリヒ・ヴィルヘルム・アドルフ・フォン・ナッサウ＝ジーゲン（英語版）（1680年 - 1722年）と結婚
- ヨハンナ・エルネスティーネ（1682年 - 1698年）
- フェルディナント（1683年）
- カール・フェルディナント（1684年 - 1688年）
- カジミール・ヴィルヘルム（1690年 - 1726年） - 1722年にクリスティーネ・シャルロッテ・ツー・ゾルムス＝ブラウンフェルス（1690年 - 1751年）と結婚。フリードリヒ4世の父。

1691年にゾフィー・ジビッレ・フォン・ライニンゲン＝ヴェスターブルクと結婚した。
- ルートヴィヒ・ゲオルク（1693年 - 1728年） - 1710年にクリスティーネ・フォン・リンプルク＝ゾントハイム（1683年 - 1746年）と結婚
- フリーデリケ・ゾフィー（1693年 - 1694年）
- レオポルト（1695年）

## 文学
フリードリヒ2世は、ハインリヒ・フォン・クライスト（1809年 - 1810年執筆、初版1821年）による有名なドイツの戯曲『ホンブルクの公子フリードリヒ (Prinz Friedrich von Homburg）』（正式な題名は『フリードリヒ・フォン・ホンブルクまたはフェールベリンの戦い（Prinz Friedrich von Homburg oder die Schlacht bei Fehrbellin）』）のモデルとなった。しかし、劇中の公子の性格は、歴史上の人物との共通点はほとんどない。
この戯曲は、ハンス・ヴェルナー・ヘンツェのオペラ『ホンブルクのプリンツ』（1958年に執筆、1960年に上演）や、1997年に公開されたマルコ・ベロッキオの『ホンブルクのプリンシペ』を含む多くの映画に影響を与えた。